# Raifuku Maru
Die Raifuku Maru (japanisch 來福丸) war ein im November 1918 in Dienst gestellter japanischer Massengutfrachter der Reederei Kawasaki Kisen Kabushiki Kaisha. Der Frachter gehörte der Daifuku Maru-Klasse (第一大福丸型貨物船) an – von diesem Schiffstyp wurden zwischen 1916 und 1921 insgesamt 75 Einheiten gebaut – und wurde als 30. Schiff dieses Typs vollendet. Der Frachter wurde vorzugsweise für den Transport von Getreide eingesetzt. Das Schiff wurde am 7. Oktober 1918 auf der Kawasaki-Schiffswerft in Kōbe auf Kiel gelegt und nach einer vergleichsweise sehr schnellen Bauzeit (der Stapellauf erfolgte am 30. Oktober 1918) von nur 30 Tagen am 6. November 1918 in Dienst gestellt. Die Raifuku Maru ging im April 1925 mit der gesamten Besatzung im Nordatlantik im Sturm verloren. Obgleich die Details des Unterganges gut dokumentiert sind, entstand später um den Verlust des Schiffes eine urbane Legende, wobei teils auch der Mythos vom Verschwinden von Schiffen im Bermudadreieck bemüht wurde.

## Technische Aspekte
Die Raifuku Maru war maximal 117,35 Meter lang und 15,54 Meter breit, die Seitenhöhe von der Wasserlinie an bis zur Oberkante des Schornsteins betrug 14,63 Meter. Bei voller Beladung lag der Tiefgang bei knapp elf Metern. Das Frachtschiff war mit 5.857 BRT vermessen und diente vorzugsweise dem Transport von Getreide, wobei die maximale Tragfähigkeit bei 9.081 Tonnen lag. Die Antriebsanlage bestand aus drei kohlebefeuerten Dampfkesseln sowie einer dreizylindrigen Dreifach-Expansionsmaschine; die maximale Leistung der Maschine betrug 3.766 PSi, was dem Schiff eine Höchstgeschwindigkeit von rund 14,4 Knoten (rund 27 km/h) ermöglichte. Bei sparsamerer Reisegeschwindigkeit von 10,5 Knoten beziehungsweise bei 2.400 PSi Nennleistung lag die Reichweite bei etwa 13.000 Seemeilen. Die Besatzung bestand 1925 aus 38 Personen.
Die Schiffe der Daifuku Maru-Klasse basierten auf einem britischen Entwurf und waren im Rahmen eines Kriegsnotbauprogramms ab Dezember 1916 in schnellem Serienbau entstanden. Ein Teil der Schiffe wurde später auch dem Vereinigten Königreich und den Vereinigten Staaten übergeben, um so Verluste der Entente-Mächte an Handelsschiffstonnage ausgleichen zu können. Mit einer Bauzeit von nur knapp 30 Tagen wurde beim Bau dieser Schiffe, so auch bei der Raifuku Maru, von der Kawasaki-Werft ein neuer Rekord aufgestellt.

## Dienstzeit
Nach der Fertigstellung wurde der Frachter zwischen November 1918 und Februar 1920 zunächst von der Reederei Osaka Shosen Kaisha eingesetzt und befuhr die pazifische Route zwischen Japan und Südamerika. Im Februar 1920 verkaufte Osaka Shosen Kaisha die Raifuku Maru an die Reederei Kawasaki Kisen Kabushiki Kaisha, die das Schiff ab Mai 1920 auf der atlantischen Route zwischen den Häfen an der US-Ostküste und Europa einsetzte. 

## Untergang
Am 18. April 1925 verließ die Raifuku Maru den Hafen von Boston, Zielhafen war Hamburg. An Bord des unter dem Kommando von Kapitän Izeki Hikota stehenden Frachters befanden sind rund 7.400 Tonnen Weizen. Was sich danach genau an Bord des Schiffes abspielte, ist bis heute nicht zur Gänze geklärt. Nur zwei Tage nach dem Verlassen des Hafens von Boston geriet der Frachter ungefähr 400 Seemeilen südsüdöstlich von Halifax in einen schweren Sturm. Am Morgen des 21. April 1925, kurz nach 08:00 Uhr, fing die Funkstation Camperdown (Camperdown Signal Station, Rufzeichen VCS) in Halifax einen SOS-Funkspruch der Raifuku Maru auf. Der Funker des Schiffes, Hiwatari Masao, meldete hierbei starke Schäden an Bord des Frachters, den Umstand, dass alle Rettungsboote zerstört seien sowie eine Schlagseite von 30 Grad nach Steuerbord. Was zu dieser Situation beigetragen hatte, ist unklar, es wird aber vermutet, dass die Weizenladung im Sturm verrutscht war. 
Dieser Notruf wurde nicht nur von der Küstenfunkstation in Halifax empfangen, sondern auch von dem britischen Passagierschiff Homeric, welches etwa 70 Seemeilen von dem Havaristen entfernt stand. Dessen Kapitän, John Roberts, ließ sofort mit Höchstfahrt auf die Position der Raifuku Maru zusteuern. Bei Windstärken von um die 9 Beaufort (Sturmstärke) gelang es der Homeric innerhalb von rund drei Stunden, die Distanz zu bewältigen (dies war insofern bemerkenswert, als dass die Homeric im Regelfall nur für eine Höchstfahrt von 19,5 Knoten ausgelegt war, genau genommen hatte das Schiff aber inmitten des schweren Sturms über 20 Knoten erreicht). Bei Ankunft der Homeric befand sich die Raifuku Maru bereits in sinkendem Zustand und die Schlagseite war auf 40 Grad angewachsen. 
Kurz vor dem Untergang hatte der Funker der Raifuku Maru, Hiwatari Masao, noch einen in unzulänglichem Englisch verfassten letzten Funkspruch abgesetzt. (Teils wird dargelegt, Hiwatari habe unzureichende Englischkenntnisse besessen; er hatte aber zuvor über mehrere Stunden hinweg immer wieder Kontakt zur Funkstation Camperdown gehabt und hierbei waren die abgesetzten Funksprüche fehlerfrei gewesen, zudem hatte er mehrere Jahre in den Vereinigten Staaten gelebt; es muss also von ausgegangen werden, dass dieser letzte Funkspruch deswegen verstümmelt war, weil er in Panik und angesichts des drohenden Unterganges abgesetzt wurde.) 
Der Inhalt des Funkspruches lautete: 

„Now very danger come quick.“

Es war dieser Funkspruch, der später und in abgeänderter Form zur Legendenbildung missbraucht wurde. Obgleich von Bord der Homeric das Drama des Unterganges aus unmittelbarer Nähe beobachtet werden konnte – es konnte auch ein kurzer Film sowie eine Bilderserie des sinkenden Schiffes aufgenommen werden (siehe Weblink) –, konnten infolge des starken Orkans keine Boote zur Rettung ausgesetzt werden. Die Besatzung des britischen Schiffes musste hilflos zusehen, wie die Raifuku Maru schließlich kenterte und mit der gesamten Besatzung sank. Der britische Passagierdampfer suchte danach noch die Untergangsstelle ab, konnte aber keine Überlebenden auffinden. In den nachfolgenden Tagen suchte auch das kanadische Küstenwachschiff Arleux nach Überlebenden beziehungsweise Leichen, stellte die Suche aber am 25. April 1925 erfolglos ein.
Der Untergangsort des japanischen Schiffes liegt etwa bei 41° 43′ N, 61° 39′ W.

## Nachspiel und Rassismuskontroverse
Nach dem Einlaufen der Homeric in New York City wurden Stimmen von Passagieren laut, die der Besatzung des britischen Schiffes unterstellten, sie hätte aus rassistischen Gründen heraus nicht nachdrücklich genug versucht, die japanische Besatzung zu retten. Diese Behauptungen wurden auch von der japanischen Presse aufgegriffen und führten teils zu heftigen Anschuldigungen gegenüber der White Star Line. Hiergegen richtete sich eine von 123 Passagieren der Homeric unterzeichnete Erklärung, die Kapitän Roberts und die Besatzung vor den Vorwürfen des Rassismus in Schutz nahm. Auch andere Seeoffiziere wiesen auf die Unmöglichkeit hin, bei der vorliegenden Sturmlage Rettungsboote auszusetzen. Zudem war auch bekannt, dass der unter griechischer Flagge fahrende Passagierdampfer King Alexander, welcher der Raifuku Maru ebenfalls zu Hilfe kommen wollte (sie allerdings nicht rechtzeitig erreichte), durch Seeschlag moderate Schäden erlitten hatte. Entgegen der auch von der Presse in Japan vorgebrachten Vorwürfe bedankte sich die japanische Reederei Kawasaki Kisen Kabushiki Kaisha in einem Telegramm bei Kapitän Roberts für seine Bemühungen.

## Urbane Legende
Der vom Funker Hiwatari abgesetzte letzte Funkspruch wurde später und in stark veränderter Fassung von Autoren wie Charles Berlitz (The Bermuda Triangle, Doubleday, 1974) oder Richard Winer (The Devil's Triangle, Bantam Books, 1974) benutzt, zumeist in der Form von:

„Danger like dagger now…come quick!“

Hiermit wurde nicht nur suggeriert, dass sich das Schiff beziehungsweise die Crew mit einer unbekannten oder unerklärlichen Bedrohung konfrontiert gesehen hätte, sondern es wurde zudem der Untergangsort noch in den Bereich südwestlich der Bahamas verlegt (rund 1.500 Seemeilen vom eigentlichen Untergangsort entfernt) und von einem spurlosen Verschwinden des Schiffes gesprochen beziehungsweise somit eine Beziehung zur Legende um das Bermudadreieck hergestellt. Diesen Darstellungen muss entsprechend der Informationslage widersprochen und sie müssen als urbane Legende bezeichnet werden. Der Untergang der Raifuku Maru ist vielmehr ein vergleichsweise gut dokumentierter, wenngleich auch tragisch verlaufener Seeunfall. 